# Varkensputten
De Varkensputten zijn een natuurgebied nabij de tot de Vlaams-Brabantse gemeente Meise behorende plaats Westrode, gelegen aan de Breemweg.
Het betreft een bos van ongeveer 7 ha, een restant van een bos dat in de 18e eeuw veel groter was.
In het bos werden uiteindelijk vooral Amerikaanse eiken aangeplant. Een deel van het bos (1,5 ha) wordt beheerd door Natuurpunt en daar werden inheemse bomen en struiken aangeplant.